# Caloptilia aeolospila
Caloptilia aeolospila är en fjärilsart som först beskrevs av Edward Meyrick 1938.  Caloptilia aeolospila ingår i släktet Caloptilia och familjen styltmalar. Inga underarter finns listade i Catalogue of Life.